# Francis X. Bushman

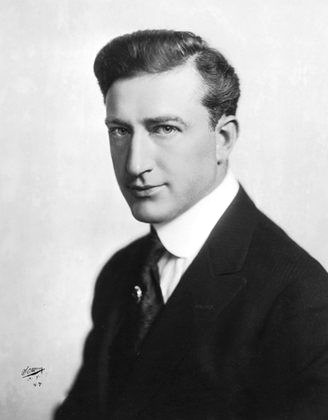
Francis X. Bushman (1912)

Francis Xavier Bushman (* 10. Januar 1883 in Baltimore, Maryland; † 23. August 1966 in Pacific Palisades, Kalifornien) war ein US-amerikanischer Filmschauspieler, der in der Stummfilmära große Popularität erreichte. Er war der erste männliche Filmstar, der dem Publikum unter seinem wirklichen Namen bekannt war.

## Leben
Francis Bushman begann seine Karriere bereits als Minderjähriger auf der Vaudeville-Bühne und fiel rasch durch seine athletische Erscheinung auf (er betrieb Ringen, Boxen und Gewichtheben.) Er drehte für Essanay und Metro fast 200 Filme, darunter mehr als 175 vor 1920 und 17 allein in seinem Debütjahr 1911. Meist spielte er den Helden in Liebesgeschichten, Dramen, Komödien, Kriminal- und Spionagefilmen. 1916 war er Co-Regisseur bei einer Verfilmung von Romeo und Julia, in der er die Rolle des Romeo spielte.
1918 war Bushman Mittelpunkt eines Skandals, als seine Affäre mit seiner Schauspielkollegin und häufigen Filmpartnerin Beverly Bayne an die Öffentlichkeit kam. Zu diesem Zeitpunkt war Bushman bereits seit 16 Jahren verheiratet und hatte fünf Kinder, was das Studio aus Angst vor einem Popularitätsverlust ihres Stars geheim gehalten hatte. Es kam zur Scheidung und Bushman heiratete wenig später Bayne, doch auch diese Ehe zerbrach 1925.
Heute ist Bushman am ehesten bekannt für seine Verkörperung Messalas als abgrundtief bösem Schurken in der ersten großen Verfilmung von Ben Hur (1925). Bushman war wesentlich größer und athletischer als Hauptdarsteller Ramón Novarro, sodass man Löcher grub, in die sich Bushman bei gemeinsamen Szenen stellen musste. Dass Bushmans Karriere nach diesem großen Erfolg langsam endete, wird auf den negativen Einfluss Louis B. Mayers zurückgeführt, der Bushman angeblich nicht leiden konnte, weil dieser ihm den Zutritt zu seiner Garderobe verwehrt habe.

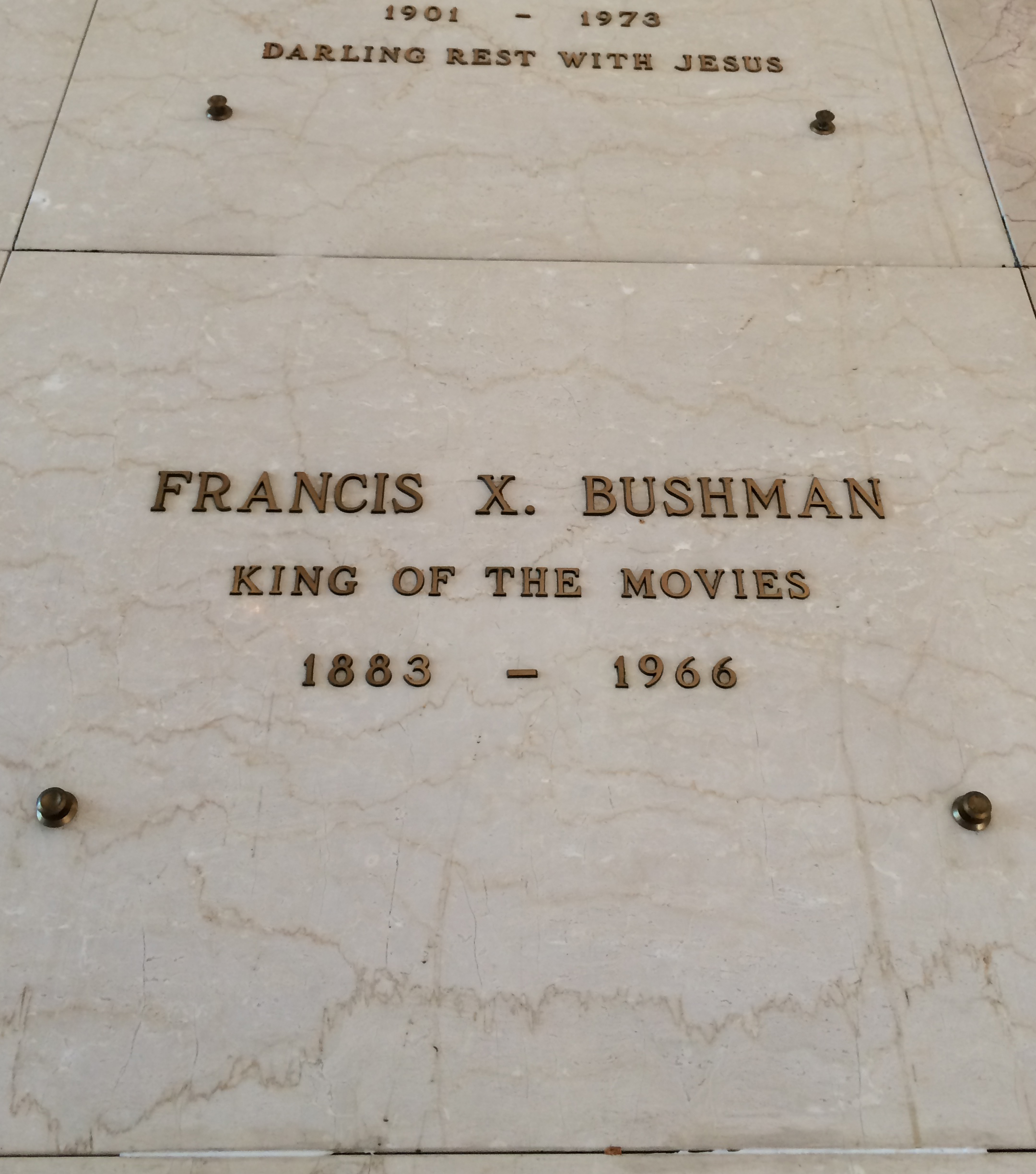
Bushmans Grabstelle

Auf dem Gipfel seiner Karriere wurde Bushman auf Filmplakaten als „schönster Mann der Welt“ angepriesen und als „König des Films“ – dieser Titel ist auch auf seinem Grabstein im Freedom Mausoleum im Forest Lawn Memorial Park eingraviert. Bushman wurde fürstlich bezahlt, verlor jedoch beim großen Börsenkrach von 1929 sein gesamtes Vermögen. Zugleich verblasste mit dem Anbruch des Tonfilms sein Ruhm und er musste in den 1930er- und 1940er-Jahren vor allem auf Radioarbeit ausweichen, da er nur noch wenige Filmangebote erhielt. 

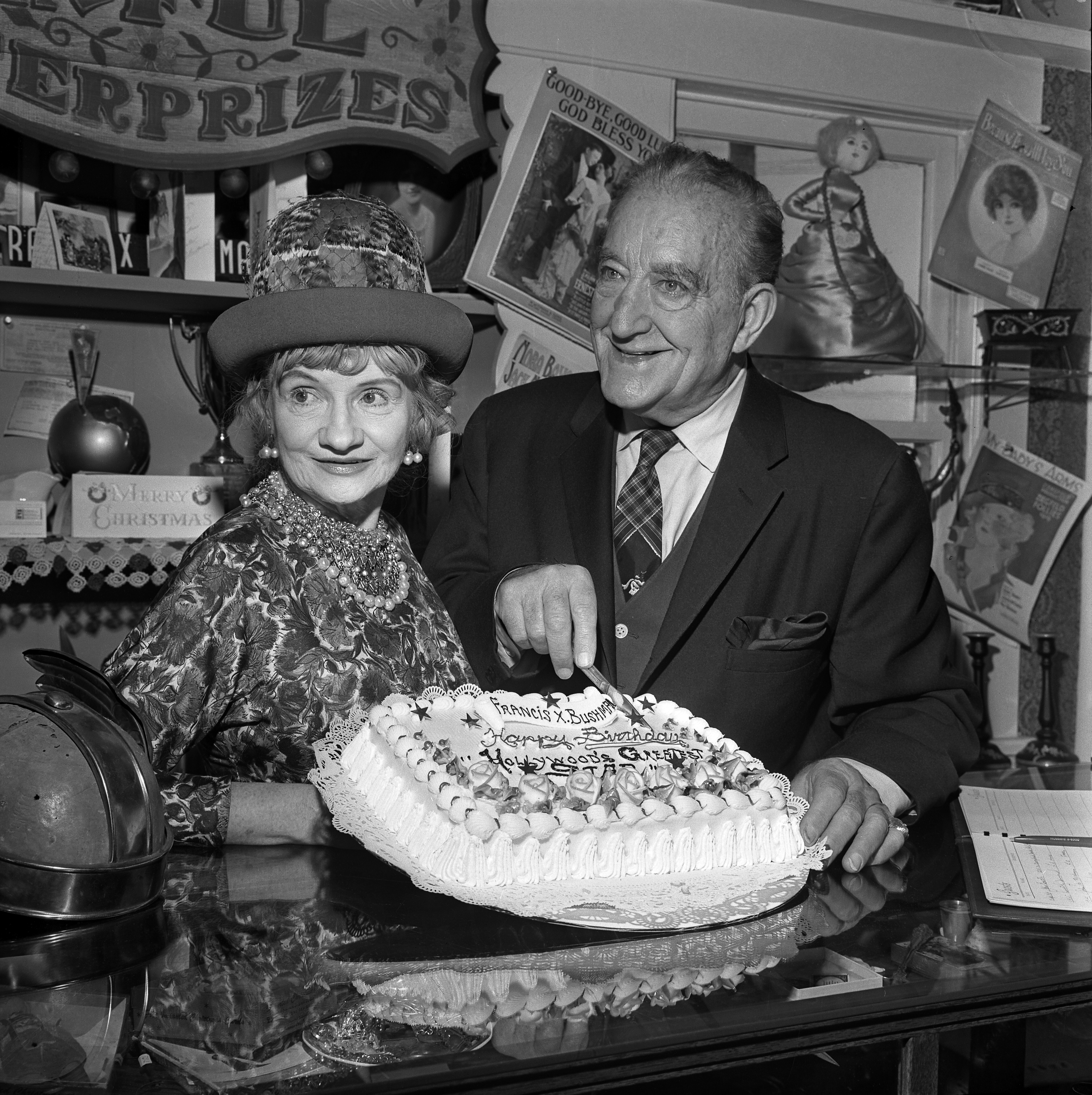
Bushman mit seiner Frau Ivy an seinem 82. Geburtstag (1965)

Ein Erfolg war die Rolle von John Marshall, Vater von Zwillingen, in der CBS-Radioshow Those We Love, die von 1938 bis 1945 lief. In den 1950er-Jahren feierte Bushman ein kleines Comeback als Charakterdarsteller in Hollywood, so verkörperte er König Saul im Monumentalfilm David und Bathseba (1951) und war als Mr. Tyson in Billy Wilders Komödie Sabrina (1954) zu sehen. Er hatte auch häufiger Gastauftritte in Serien wie Peter Gunn, Perry Mason, Dr. Kildare und Batman, in der er in seinem Todesjahr eine seiner letzten Rollen spielte: einen Sammler von Stummfilmen.
Der Schauspieler war insgesamt viermal verheiratet. Sein Sohn Ralph Bushman (1903–1978, zeitweiliger Künstlername  Francis X. Bushman junior) arbeitete ebenfalls als Schauspieler. Francis X. Bushman, der bis in sein Todesjahr als Schauspieler gearbeitet hatte, starb 1966 im Alter von 83 Jahren an einem Herzinfarkt.

## Auszeichnungen
Francis Bushman wurde im Jahr 1960, als die Neuverfilmung von Ben Hur bei den Filmpreisverleihungen triumphierte, zusammen mit Novarro mit einem Ehren-Golden-Globe für seine Verdienste um den Stummfilm geehrt. Ein Stern auf dem Hollywood Walk of Fame erinnert an Francis X. Bushman.

## Filmografie (Auswahl)
- 1911: His Friend’s Wife
- 1912: Twilight
- 1915: The Great Silence
- 1916: Romeo and Juliet (auch Regie)
- 1918: Der schwarze Zeuge (Under Suspicion)
- 1918: The Poor Rich Man
- 1923: Modern Marriage
- 1925: Die Tänzerin von Moulin-Rouge (The Masked Bride)
- 1925: Ben Hur (Ben-Hur: A Tale of the Christ)
- 1927: Die Frau im Hermelin (The Lady in Ermine)
- 1927: The Flag: A Story Inspired by the Tradition of Betsy Ross
- 1928: Say It with Sables
- 1930: Call of the Circus
- 1936: Hollywood Boulevard
- 1937: Dick Tracy
- 1942: Silver Queen
- 1944: Wilson
- 1951: Mord in Hollywood (Hollywood Story)
- 1951: David und Bathseba (David and Bathsheba)
- 1952: Stadt der Illusionen (The Bad and The Beautiful)
- 1954: Sabrina (Sabrina)
- 1957: The Story of Mankind
- 1958: 77 Sunset Strip (Fernsehserie, Folge 1x07)
- 1960: 12 to the Moon
- 1960–1964: Perry Mason (Fernsehserie, 3 Folgen)
- 1961: Peter Gunn (Fernsehserie, Folge 3x31)
- 1961: The Phantom Planet
- 1965: Dr. Kildare (Fernsehserie, Folge 5x06)
- 1966: Erbschaft mit Hindernissen (The Ghost in the Invisible Bikini)
- 1966: Batman (Fernsehserie, 2 Folgen)
- 1966: Die Seaview – In geheimer Mission (Voyage to the Bottom of the Sea, Fernsehserie, Folge 3x05)